# Draft NFL
Draft NFL je každoroční událost, při které si týmy z National Football League (NFL) vybírají hráče ze všech způsobilých univerzitních fotbalistů. Událost tak slouží jak nejčastější a nejlepší způsob doplnění hráčů pro celou ligu. Základní ideou draftu je, že každému týmu je přidělena pozice, která je opačná oproti umístění v loňské sezóně, což znamená, že tým, který skončil jeden rok poslední, si v následujícím draftu vybírá jako první. Z této pozice si buď tým může vybrat hráče, nebo vyměnit svou pozice jinému týmu za jinou pozici, vyměnit hráče za hráče, nebo jakoukoliv kombinaci obojího. Kolo draftu je dokončeno, když každý tým má vybraného hráče. Určité aspekty draftu, včetně pořadí týmů a počtu kol se od vytvoření v roce 1936 změnily, ale základní myšlenka zůstala stejná. Původní zdůvodněním pro vytvoření draftu byla snaha o zvýšení konkurenceschopnosti mezi nejhoršími a nejlepšími týmy NFL tak, aby si ti nejhorší mohli vybrat potenciálně nejlepší hráče. V současné době se draft skládá ze sedmi kol. Název draftu je odvozen od názvu sezóny NFL, do které už draftovaní hráči mohou zasáhnout, tedy Draft NFL 2010 patří k sezóně NFL 2010.
V prvních letech byli hráči vybráni na základě doslechu, zpráv z tištěných médií nebo jiných důkazech o schopnostech daného hráče. Ve čtyřicátých letech některé kluby začaly zaměstnávat skauty na plný úvazek, aby se ujistili, že jimi vybraní hráči dobře zapadnou do týmu. Tím přinutili ostatní kluby, aby si skauty pořídili také.
Místo konání draftu se během let neustále měnilo tak, aby se na něj dostalo co nejvíc fanoušků, protože jeho popularita a důležitost se rok od roku neustále zvyšovala. Nyní je draft NFL vždy vysílán v hlavním televizním čase. V posledních letech vedení NFL stanovuje datum konání draftu na konec dubna nebo začátek května.

## Historie

### Důvody
Na konci sezóny 1934 Art Rooney, majitel Pittsburgh Steelers, dal svolení dvěma hráčům, aby přestoupili do New York Giants, protože Rooneyho tým už o ně nadále neměl zájem. Proti transakci začal protestovat majitel Boston Redskins George Preston Marshall a tehdejší prezident NFL Joe F. Carr mu vyhověl, takže Giants nemohli tyto dva hráče zaměstnat. Na setkání majitelů v prosinci 1934 pak NFL představila pravidlo tzv. „Waiverů“, aby podobným akcím zabránila. Jakýkoliv hráč propuštěný týmem během sezóny může být angažován jakýmkoliv jiným týmem. Pořadí nároku na hráče je určeno na základě aktuálního umístění v rámci celé NFL, ale obráceně.
Během této doby Bert Bell, spolumajitel Philadelphie Eagles, cítil, že jeho tým není na hřišti konkurenceschopný, v důsledku toho nemůže prodat víc vstupenek a být ziskový. Zdrojem problémů Eagles bylo, že hráči raději podepisovali smlouvy s kluby, které jim nabídly víc peněz, nebo, pokud peníze byly stejné, si hráči raději vybrali prestižnější nebo úspěšnější tým. Jedním z důvodů bylo i to, že hráči vítězného týmu z NFL Championship game dostali 60% zisku z utkání, zatímco poražení pouze 40%. Výsledkem bylo, že tehdejší NFL dominovali Chicago Bears, Green Bay Packers, Giants a Redskins. Bellova neschopnost podepsat v roce 1935 vytouženého hráče, Stana Kostku, ho nakonec dovedla k přesvědčení, že jedinou cestou k trvalému úspěchu NFL je, aby všechny týmy měly stejný přístup k novým hráčům. Na ligovém setkání 18. května 1935 Bell navrhl draft jako způsob, jak trvale a spravedlivě rozdělit mladé hráče do všech klubů v rámci NFL. Jeho návrh byl ten den jednomyslně přijat, přestože první draft proběhl až před následující sezónou.
Pravidla pro výběr hráčů v prvním draftu byla určena na základě seznamů univerzitních hráčů v posledním ročníku, které sestavil každý klub. Každý tým si následně vybral jednoho hráče v pořadí, které bylo opačné proti umístění v loňské sezóně. S tímto výběrem dostal klub rovněž jednostranné právo vyjednat smlouvu právě s tímto hráčem, nebo možnost vyměnit hráče do jiného klubu. Pokud z nějakého důvodu klub neuspěl při vyjednávání s hráčem a nebyl schopný hráče vyměnit, prezident NFL mohl nařídit arbitrážní řízení mezi klubem a hráčem. Pokud prezident nebyl schopný tento spor urovnat, hráč byl zařazen na seznam náhradníků daného klubu a po celý zbytek daného ročníku NFL nemohl hrát za jiný tým NFL. V sezóně NFL 1935 skončili poslední s bilancí 2:9 Eagles, čímž si zajistili právo první volby v Draftu NFL 1936.

### První draft (1936)
První Draft NFL 1936 proběhl v hotelu Ritz-Carlton ve Philadelphii 8. února 1936. Na černou tabuli v hlavní místnosti bylo napsáno devatenáct jmen a z nich si jednotlivé týmy vybíraly. Protože žádný tým tehdy neměl oddělení skautů, seznam byl vytvořen na základě zpráv z tištěných médií, osobních návštěv činovníků klubů na univerzitních utkáních nebo různých doporučeních. Draft se skládal z devíti kol (původně jich mělo být pouze pět) a neměl žádné pokrytí ze stran médií. První hráčem, který byl kdy draftován, se stal Jay Berwanger. Bell se ještě před draftem nedohodl s Berwangerem na smlouvě a tak ho následně prodal Bears. George Halas, majitel Bears, byl při vyjednávání s Berwangerem rovněž neúspěšný, protože hráč se ten rok rozhodl do NFL nevstupovat. V těchto časech to nebylo nijak neobvyklé, pouze 24 z 81 hráčů vybraných v prvním draftu se nakonec rozhodlo hrát NFL ten rok.
Okamžitým efektem prvního draftu bylo snížení platů nových hráčů, protože klub měl exkluzivní právo na vyjednávání s hráčem. Platy hráčů přicházejících z univerzit klesly téměř na polovinu, k velké nelibosti hráčských odborů.

### Rané drafty (1937–1946)
Art Rooney, majitel Pittsburgh Steelers, si v prvním kole Draftu NFL 1938 vybral Byrona "Whizzer" Whitea, a to i přesto, že White veřejně vyhlásil, že se nechce věnovat profesionálnímu fotbalu a místo toho se chce věnovat postgraduálními studiu na Oxfordské univerzitě. White nicméně svolil hrát NFL v sezóně 1938 poté, co mu Rooney veřejně garantoval plat ve výši 15 tisíc amerických dolarů, dvojnásobek nejvyššího výdělku v NFL do té doby. Rooney si tím vysloužil odsouzení ze strany ostatních majitelů klubů, protože tím narušil platová očekávání nově draftovaných hráčů. V Draftu NFL 1939 byl Wellington Mara, prezident New York Giants, poprvé postaven před možnost draftovat hráče. Na svůj seznam napsal jednotlivé hráče, ale pak si v prvním kole vybral Walta Nielsena, který nebyl na jeho ani na žádném jiném seznamu s konstatováním, že se mu tam všechna jména nevešla.
Až do vzniku draftu NFL se v soutěži žádní Afroameričané neobjevili. V roce 1939 byl Kenny Washington vnímán jako jeden z největších univerzitních fotbalistů všech dob. Poté, co se tato informace dostala mezi majitele klubů, nebyl Washington v Draftu NFL 1940 draftován ani jedním klubem. Někteří majitelé ho údajně chtěli draftovat, ale nenašli dostatek odvahy k prolomení rasové bariéry.
Draft byl nakonec zahrnut do pravidel NFL, ačkoli nejsou k dispozici informace o tom, kdy k tomu původně došlo.
"Bullet Bill" Dudley byl vybrán jako jednička Draftu NFL 1942 a nakonec se stal prvním hráčem, který se z této pozice dostal do Síně slávy americké fotbalu.

### Éra skautů začíná (1946–1959)
Eddie Kotal se v roce 1946 stal prvním profesionálním skautem v NFL, najal ho tehdejší majitel Los Angeles Rams Dan Reeves.
Soutěžení NFL s AAFC vyústilo v roce 1947 v dočasné pravidlo zvané „bonusový výběr“.
Konkurenceschopnosti mezi týmy NFL bylo nicméně dosaženo až od roku 1947, kdy se nejprve ze zisku titulu radovali Chicago Cardinals a o rok později Philadelphia Eagles, týmy dříve patřící mezi outsidery.
George Taliaferro se stal prvním Afroameričanem draftovaným v rámci NFL, stalo se tak ve třináctém kole Draftu NFL 1949. Hráč sám ovšem dal místo NFL přednost konkurenční soutěži AAFC. Wally Triplett byl vybrán v devatenáctém kole a stal se tak prvním Afroameričanem, který byl draftován a následně i hrál na klub z NFL. Po draftu a před startem sezóny byl jako volný hráč podepsán Paul "Tank" Younger týmem Los Angeles Rams a stal se tak prvním hráčem v NFL z černošské univerzity.

### AFL a nástup technologií (1960–1979)
Draft NFL 1960 se stal zlomovým bodem vzhledem k probíhajícímu nástupu konkurenční soutěže American Football League (AFL), protože hráči si nyní mohli vybírat ze dvou soutěží.
V roce 1976 bývalý Wide receiver NFL Paul Salata použil přezdívku "Mr. Irrelevant" (Pan Nedůležitý), aby tak označil hráče vybraného z celého draftu jako úplně posledního.

### ESPN a digitální věk (1980–2015)
V roce 1980 se prezident rok staré televizní stanice ESPN Chet Simmons zeptal tehdejšího komisionáře NFL Peta Rozella, zda by jeho stanice mohla vysílat draft NFL živě. Ačkoliv Rozelle nevěřil, že pořad bude diváky bavit, souhlasil.
V roce 1988 NFL přesunula draft z pracovních dnů na víkend a sledovanost ESPN dramaticky vzrostla. ESPN vysílala pořad až do roku 2006, kdy byla založena stanice NFL Network, která zajistila vlastní pokrytí celého draftu.
Od sezóny 2010 se draft stal třídenní záležitostí; první den se odehraje pouze první kolo, druhý den druhé a třetí kolo, a třetí den zbývající čtyři kola.
Předpisy neuvádějí, že hráč musí hrát univerzitní fotbal, ale prakticky všichni hráči vybraní do NFL ho hráli. Několik hráčů je občas vybráno z Arena Football League (AFL), Canadian Football League (CFL) nebo německé German Football League (GFL). Pouze malá hrstka hráčů byla draftována z univerzit, kde se věnovali jiným sportům než americkému fotbalu.

### Pravidla pro určení pořadí v draftu
Pořadí výběru je založeno na poměru vítězství a porážek v předcházející sezóně, a na faktu, jestli se tým dostal nebo nedostal do play-off. Kluby, které nedosáhly na play-off, jsou seřazeny vzestupně podle své bilance, tým s nejméně vítězstvími si tedy vybírá jako první. U týmů se stejnou bilancí se pro určení pořadí používají následující pravidla (v tomto pořadí):
1. Síla protivníků, kdy se sečtou výsledky všech šestnácti utkání a porovná se, jak si soupeři v daném ročníku vedli. Tým, který hrál proti slabším týmům (jeho soupeři měli méně vítězství), si vybírá dříve.
2. Zápasy proti divizním soupeřům. Pokud jsou oba týmy ze stejné divize, porovnají se výsledky jejich zápasů proti ostatním týmům ze stejné divize a tým s horší bilancí si vybírá dříve.
3. Zápasy proti konferenčním soupeřům. Pokud jsou oba týmy ze stejné konference, porovnají se výsledky jejich zápasů proti ostatním týmům ze stejné konference a tým s horší bilancí si vybírá dříve.
4. Pokud jsou všechny záznamy stále stejné, před NFL Scout Combine se hází mincí a vítězný tým si vybírá dříve.

Týmy, které dosáhnou na play-off, jsou seřazeny podle toho, v jakém pořadí vypadávají, jak ukazuje tabulka níže. O pořadí týmů ve stejných řádcích určují pravidla popsaná výše (týmy s horší bilancí si vybírají dříve atd.)
| Stav                           | Pořadí výběru |
| ------------------------------ | ------------- |
| Týmy bez play-off              | 1–20          |
| Vyřazeni ve Wild Card round    | 21–24         |
| Vyřazeni v Divisional round    | 25–28         |
| Poražení finalisté konferencí  | 29–30         |
| Poražený finalista Super Bowlu | 31            |
| Vítěz Super Bowlu              | 32            |

Jakmile je určeno pořadí výběru v prvním kole podle pravidel popsaných výše, toto pořadí zůstává v platnosti pro všechna ostatní kola draftu, s výjimkou týmů, které mají stejnou bilanci. Tyto týmy si prohazují pořadí v každém následujícím kole. Například v Draftu NFL 2014 Jacksonville Jaguars, Cleveland Browns, Oakland Raiders, Atlanta Falcons a Tampa Bay Buccaneers skončili všichni s bilancí 4:12 a v prvním kole si vybírali hráče přesně v tomto pořadí. Ve druhém kole se Jacksonville zařadil na konec této řady a pořadí tedy bylo Cleveland, Oakland, Atlanta, Tampa Bay a Jacksonville. Tato rotace probíhala každé kolo až do konce draftu.
Výjimka z tohoto pořadí nastává, když soutěž rozšíří nový tým, tomu je totiž automaticky dáno právo první volby v prvním kole draftu. Pokud jsou týmy dva, rozhoduje mezi nimi hod mincí, v případě tří a více týmů rozhoduje tažení čísel z osudí. Tým nebo týmy, které los prohrají, si pak mohou vybírat jako první v tzv. „expanzním draftu“.
První draftovaný hráč obvykle dostane nejvýnosnější kontrakt, smlouvy ostatních hráčů závisí na mnoha proměnných, ale například Quarterbaci pravidelně dostávají víc peněz než ostatní hráči, protože jejich role na hřišti je jedinečná.

#### Časový sled
Každý klub má na draftu své zástupce. A v každém momentu běží danému klubu, který je právě na tahu, časový limit. V prvním kole je to 10 minut (dříve to bylo 15), během kterých musí klub oznámit svou volbu, ve druhém kole draftu je to 7 minut (dříve 10) a ve zbývajících kolech 5 minut. Pokud klub během této doby neoznámí své rozhodnutí, stále má právo volby, ale v tu chvíli mu ho může „ukrást“ klub, který je dále na tahu. To se stalo například v Draftu NFL 2003, kdy se Minnesota Vikings jako sedmá v pořadí nechala předběhnout Jacksonville Jaguars a Carolinou Panthers. Rovněž v Draftu NFL 2011 Baltimore Ravens vyjednávali s Chicago Bears tak dlouho, až je nakonec předběhli Kansas City Chiefs.

### Obchody s výběry
Týmy se před i během draftu samotného mohou dohodnout na výměně výběru v jakémkoliv kole. Například jeden tým může nabídnout výběr v budoucím draftu výměnou za právo volby v právě probíhajícím draftu. Týmy se také mohou vzdát výběru v daném kole a za to dostanou právo vybírat si v dalším kole draftu. Tudíž některé týmy si v daném kole nevybírají vůbec a jiné týmy si naopak v jednom kole vybírají vícekrát.

### Kompenzační výběry
Kromě 32 výběrů v každé ze sedmi kol je rovněž uděleno celkem 32 kompenzačních výběrů, které jsou uděleny těm týmům, které v předchozím roce ztratily volné hráče. Na začátku sezóny všechny kluby disponují stejným počtem hráčů, některé z nich ale mohou přijít o velmi ceněné hráče, za což je jim před draftem přidělen kompenzační výběr. O jeho rozložení je rozhodnuto na výroční schůzi NFL, která se koná na konci března, většinou tři až čtyři týdny před samotným draftem. S kompenzačními výběry nebylo možné obchodovat, to se ale změnilo od Draftu NFL 2017. Umístění kompenzačních výběrů do jednotlivých kol je určeno na základě přesného vzorce zahrnujícího hráčův plat, odehraný čas a posezónní ocenění, přičemž plat je hlavním faktorem. Pakliže tým například přijde o Linebackera, který jako volný hráč odepsal smlouvu na 2,5 milionu dolarů s novým klubem, starý klub dostane právo kompenzační volby v šestém kole draftu. Pokud by ten samý hráč podepsal smlouvu na 5 milionů dolarů, kompenzační volba se přesune do čtvrtého kola draftu. Sama NFL přesný vzorec na určení kompenzačních voleb nikdy nezveřejnila, ale experti mimo NFL byli schopni odhalit jeho přibližnou podobu na základě pozorování.
Všechny kompenzační výběru jsou zařazeny vždy na konec třetího až sedmého kola. Pokud je uděleno méně jak 32 kompenzačních výběrů, zbývající jsou přiděleny na samotný závěr sedmého kola těm týmům, které by hypoteticky začínaly osmé kolo draftu. Tyto výběry se nazývají „dodatečné kompenzační výběry“. Více než 32 kompenzačních výběrů bylo uděleno pouze jedinkrát, 33 v roce 2016; dodatečná volba (určená na základě dohody mezi správní radou NFL a hráčskou asociací NFLPA) byla udělena Buffalu Bills za ztrátu Da'Norrise Searcyho.

### Platy
NFL umožňuje každému týmu použít určitou část peněz z platového stropu na podepsání smluv s nováčky během jejich první sezóny. Tato částka je založena na nezveřejněném vzorci, který přiřazuje určitou hodnotu pro každý výběr v draftu; tedy s více výběry nebo dřívějšími výběry se zvýší i plat. V sezóně 2008 nejvyššího zvýšení dosáhli Kansas City Chiefs s 8,22 miliony dolarů, protože měli celkem 12 výběrů v draftu, z toho hned dva v prvním kole. Naopak nejnižší zvýšení měli Cleveland Browns s 1,79 miliony dolarů, kteří měli pouze pět výběrů a žádný z nich v prvních třech kolech. Přesný mechanismus pro stanovení platového stropu pro nováčky určuje kolektivní dohoda vyjednaná mezi NFL a hráčskou asociací National Football League Players Association (NFLPA) podle toho, jak se mění platové stropy pro kluby v jednotlivých sezónách.
Draftovaným hráčům jsou stanoveny platy úměrně k pořadí, ve kterém byli draftováni, hráči vybraní vysoko v prvním kole dostanou nejvyšší platy, naopak hráči vybraní v posledním kole dostanou nejméně. Po konci draftu mohou nedraftovaní hráči podepsat smlouvu s jakýmkoliv týmem v lize bez omezení, tito hráči ovšem obvykle nedostanou tak vysoký plat jako draftovaní hráči, obvykle obdrží platové minimum a bonus za podepsání kontraktu.
Na výši platového stropu nováčků má rovněž vliv, jestli se hráč dostane do základního kádru. Základní plat volných nováčků se totiž do platového stropu nepočítá, ale bonusy ano. A pokud je tento hráč vyměněn do jiného klubu, než je původně draftovaný, jeho platové zatížení zůstává původnímu klubu, což v důsledku znamená, že se s nováčky obchoduje jen velmi vzácně. Toto pravidlo neplatí, pokud je daný hráč z draftovaného klubu propuštěn.
Týmy se také mohou dohodnout na kontraktu s hráčem, který se hodlá zúčastnit draftu, a to ještě před startem draftu samotného. Toto pravidlo může využít pouze tým draftující na prvním místě, protože jeho pozice je nezpochybnitelná. Například před Draftem NFL 2009 se Quarterback Matthew Stafford dohodl s Detroit Lions. Lions oznámili podepsání šestileté smlouvy na 78 milionů dolarů (z toho 41,7 milionu garantovaných) se Staffordem den před startem draftu. Tím se Stafford stal automaticky jedničkou draftu.

### Propadnutí práva výběru
Komisionář NFL má možnost nechat propadnout právo volby v jakémkoliv kole draftu týmu, který se draftu účastní. Například v sezóně 2007 byli New England Patriots potrestáni za nahrávání defenzivních signálů New York Jets mimo povolenou oblast. V důsledku toho bylo Patriots odebráno právo volby v prvním kole Draftu NFL 2008. Podobně se byli nuceni San Francisco 49ers vzdát volby v pátém kole draftu, protože tajně vyjednávali s hráčem Chicaga Bears pod smlouvou, i když to pravidla NFL zakazovala, a kromě toho si ještě oba týmy prohodili své pozice ve třetím kole (49ers spadli o šest míst a Bears si o stejný počet míst polepšili). New Orleans Saints bylo odebráno právo volby ve druhém kole Draftu NFL 2012 i Draftu NFL 2013 když vyšlo najevo, že jeho hráči dostávali bonusy za úmyslné zraňování protihráčů.

### Strategie týmů
Týmy se velmi liší v přístupu ke draftu. Každý tým má celé oddělení skautů, které se přímo zabývá sledováním a hodnocením hráčů, do konečného výběru se ale zapojují i majitelé, generální manažeři, trenéři a další činovníci klubu. Například během Draftu NFL 1983 měl hlavní trenér Pittsburgh Steelers Chuck Noll, slovy tehdejšího člena výkonného výboru Arta Rooneyho juniora, poslední slovo nad jednotlivými výběry, tedy dokonce vyšší, než majitel Art Rooney. Přímým opakem byl trenér New Engladn Patriots Ron Meyer, který prohlásil, že pod vedením majitele Billyho Sullivana byl trenérský personál vyloučen ze všech souvisejících rozhodnutí a dokonce mu bylo zakázáno čtení zpráv skautů. Meyer rovněž prohlásil, že kdyby rozhodnutí bylo na něm, nikdy by si v prvním kole Draftu NFL 1983 nevybral Tonyho Easona.

## Události související s draftem

### Expertní komise NFL
Univerzitní hráči, kteří zvažují vstoupit do draftu NFL, ale stále si nejsou jistí, jestli jsou schopní hrát americký fotbal na nejvyšší úrovni, mohou požádat o názor expertní komisi NFL. Ta je tvořena skauty, experty a fotbalovými činovníky, kteří učiní předpověď, ve kterém kole či zda vůbec by mohl být daný hráč draftován. Tato informace, která se mnohokrát ukázala být poměrně přesnou, pomáhá hráčům v rozhodnutí, jestli vstoupit do draftu nebo pokračovat na univerzitě.

### NFL Scouting Combine
NFL Scouting Combine je šestidenní setkání na konci února či začátku března konané na Lucas Oil Stadium v Indianapolisu. Vybraní univerzitní hráči zde předvádí své fyzické, psychické a dovednostní předpoklady trenérům, generálním manažerům a skautům klubů z NFL. Se zvyšujícím se zájmem o draft si NFL Scouting Combine postupem času vytvořila sérii cvičení, které mají odhalit skutečný stav a potenciál jednotlivých hráčů.
Celé akce se účastní pouze pozvaní hráči. V konečném důsledku může celkový výkon zásadně ovlivnit hráčovu pozici na draftu, plat a tedy i celou kariéru. Zejména pro méně známé hráče z univerzit, nebo hráče z méně známých univerzit, je to ideální příležitost, jak upozornit na svou velikost, sílu nebo rychlost.

### Pro Day
Protože počet hráčů na NFL Scouting Combine je velmi omezený, každá univerzita pořádá tzv. „Pro Day“, během kterého NCAA umožňuje skautům klubů z NFL navštívit školu a prohlédnout si hráče během stejných cvičení, která jsou prováděna při NFL Scouting Combine. V podstatě jde o veletrh práce, na rozdíl od Scouting Combine jsou ale hráči v příjemnějším prostředí domácích kampusů, což vede k lepším výkonům. Univerzity produkující velké množství kvalitních hráčů pro NFL tak čelí během Pro Days velkému zájmu ze strany skautů a trenérů.

## Vstupenky
Vstupenky na draft NFL jsou volně k dostání fanouškům, začínají se prodávat ráno v den draftu a každý si může koupit pouze jednu vstupenku.

## Místo konání
Místo konání draftu není pevně stanoveno a NFL ho nepravidelně mění. Prvním a nejčastějším městem konání byl New York, dále pak Philadelphia a Chicago. Nejvíc pořadatelství v řadě za sebou si připsalo divadlo v Madison Square Garden, kde se draft konal desetkrát v řadě v letech 1995 až 2004.
Chicago: 1938, 1942–1943, 1951, 1962–1964, 2015–2016 (9)
- Auditorium Theatre a Grant Park: 2015, 2016 (2)[51]
- Blackstone Hotel: 1951, 1962, 1963, 1964 (4)
- Palmer House Hotel: 1942, 1943 (2)
- Sherman House Hotel: 1938 (1)

Los Angeles: 1956 (1)
- Ambassador Hotel: 1956* (1)

Milwaukee: 1940 (1)
- Schroeder Hotel: 1940 (1)

New York City: 1937, 1939, 1944–1945, 1947, 1952, 1955, 1965–2014 (57)
- Theater at Madison Square Garden: 1995, 1996, 1997, 1998, 1999, 2000, 2001, 2002, 2003, 2004 (10)
- New York Marriott Marquis: 1986, 1987, 1988, 1989, 1990, 1991, 1992, 1993, 1994 (9)
- Radio City Music Hall: 2006, 2007, 2008, 2009, 2010, 2011, 2012, 2013, 2014 (9)
- Omni Park Central Hotel: 1980, 1981, 1982, 1983, 1984, 1985 (6)
- Belmont Plaza Hotel: 1968, 1969, 1970, 1971 (4)
- Commodore Hotel: 1944, 1945, 1947 (3)
- Roosevelt Hotel: 1976, 1977, 1978 (3)
- Summit Hotel: 1965, 1966 (2)
- Americana Hotel: 1973, 1974 (2)
- Hotel Lincoln: 1937 (1)
- New Yorker Hotel: 1939 (1)
- Hotel Statler: 1952 (1)
- Warwick Hotel: 1955 (1)
- Gotham Hotel: 1967 (1)
- JW Marriott Essex House: 1972 (1)
- New York Hilton Midtown: 1975 (1)
- Waldorf-Astoria Hotel: 1979 (1)
- Javits Convention Center: 2005 (1)

Philadelphia: 1936, 1944, 1949–1961, 2017 (15)
- Bellevue-Stratford Hotel: 1949*, 1950, 1953, 1954, 1955, 1956*, 1957* (8)
- Warwick Hotel: 1944, 1957*, 1958, 1959, 1960, 1961 (6)
- Eakins Oval: 2017 (1)
- Racquet Club of Philadelphia: 1950* (1)
- Ritz-Carlton Philadelphia: 1936 (1)

Pittsburgh: 1948–1949 (2)
- Fort Pitt Hotel: 1948 (1)
- Schenley Hotel: 1949* (1)

Washington, D.C.: 1941 (1)
- Willard Hotel: 1941 (1)

*: Rok, kdy byl draft pořádán na více místech.

### Soutěže, které se spojily s NFL
NFL absorbovala dvě další soutěže amerického fotbalu, přičemž tyto ještě před spojením uspořádaly své vlastní drafty.

#### All-America Football Conference draft
Chicago: 1946, 1949
- Blackstone Hotel (1946)

Cleveland: 1947, 1949
- Hotel Cleveland (1947)
- Carter Hotel (1949)*

New York: 1948
- Commodore Hotel (1948)

*: Rok, kdy byl draft pořádán na více místech.

#### American Football League draft
Dallas: 1961–1963
- Dallas Statler Hilton (1961–1963)

Minneapolis: 1960
- Nicollet Hotel (1960)

New York: 1964–1966
- Waldorf Astoria (1964–1966)*

*: Rok, kdy byl draft pořádán na více místech.

## Dodatečný draft
Od roku 1977 NFL zařazuje do draftu hráče dodatečně, protože ti nestihli podat přihlášku v řádném termínu z akademických nebo disciplinárních důvodů. Tento dodatečný draft je naplánován po konci normálního draftu a před začátkem základní části. Například v sezóně 1984 do něj byli zahrnuti hráči, kteří již měli kontrakt s týmy z USFL a CFL.
Pořadí draftu je určeno na základě vyváženého systému, kdy jsou kluby rozděleny do tří skupin. V první jsou týmy se šesti a méně vítězstvími z předchozího ročníku, ve druhé týmy bez účasti v play-off s více než šesti vítězstvími a ve třetí zbytek. V dodatečném draftu si kluby nikoho nevybírají, místo toho, pokud daného hráče chtějí, předloží na něj nabídku komisionáři NFL spolu s kolem, které za něj hodlají nabídnout. Klub, který předloží nejlepší nabídku na hráče, ho draftuje výměnou za pozici v draftu v následující sezóně. Například Free safety Paul Oliver byl vybrán týmem San Diego Chargers ve čtvrtém kole doplňkového draftu 2007, z toho důvodu si nemohli Chargers během čtvrtého kola Draftu NFL 2008 nikoho vybírat a toto právo volby propadlo.
Od sezóny 1990 se dodatečného draftu mohou zúčastnit pouze hráči, kteří promovali nebo již nemohou hrát univerzitní fotbal. Od sezóny 1993 se dodatečného draftu mohou zúčastnit pouze hráči, kteří měli v plánu pokračovat v univerzitní kariéře, ale z nějakého důvodu tak nemohli učinit.